# Moncé-en-Saosnois
Moncé-en-Saosnois és un municipi francès situat al departament del Sarthe i a la regió de País del Loira. L'any 2017 tenia 259 habitants.

## Demografia
El 2007 la població de fet era de 270 persones i 142 habitatges.

## Economia
El 2007 la població en edat de treballar era de 184 persones. Hi havia unes empreses de proximitat: botiga alimentària, paleta, comerç d'automòbils i una fleca.
L'any 2000 hi havia 14 explotacions agrícoles que conreaven un total de 658 hectàrees.